# Chay Suede (álbum)
Chay Suede é o primeiro álbum solo do cantor homônimo após a dissolução do grupo pop brasileiro, Rebeldes, foi lançado no dia 18 de outubro de 2013. Tendo como seu primeiro single "Papel", com mais de 200 mil visualizações no vídeo lyrics, lançado um mês antes do álbum.

## Faixas
| N.º            | Título                         | Compositor(es) | Duração |  |
| 1.             | "Grita Sem Ter Medo"           |                | 3:22    |  |
| 2.             | "Ainda Que Você Me Esqueça"    |                | 3:13    |  |
| 3.             | "Papel"                        |                | 2:41    |  |
| 4.             | "Verso Acelerado"              |                | 2:35    |  |
| 5.             | "O Canto da Sereia"            |                | 2:43    |  |
| 6.             | "Mais Perto"                   |                | 3:06    |  |
| 7.             | "Brega"                        |                | 2:55    |  |
| 8.             | "Muito Quente"                 |                | 2:36    |  |
| 9.             | "Vez do Avesso"                |                | 3:35    |  |
| 10.            | "Essa Canção (Os Dias Passam)" |                | 2:35    |  |
| 11.            | "Papel (Versão Alternativa)"   |                | 2:40    |  |
| Duração total: | Duração total:                 | Duração total: | 32:00   |  |

Fonte: